# Amerykanie pochodzenia arabskiego

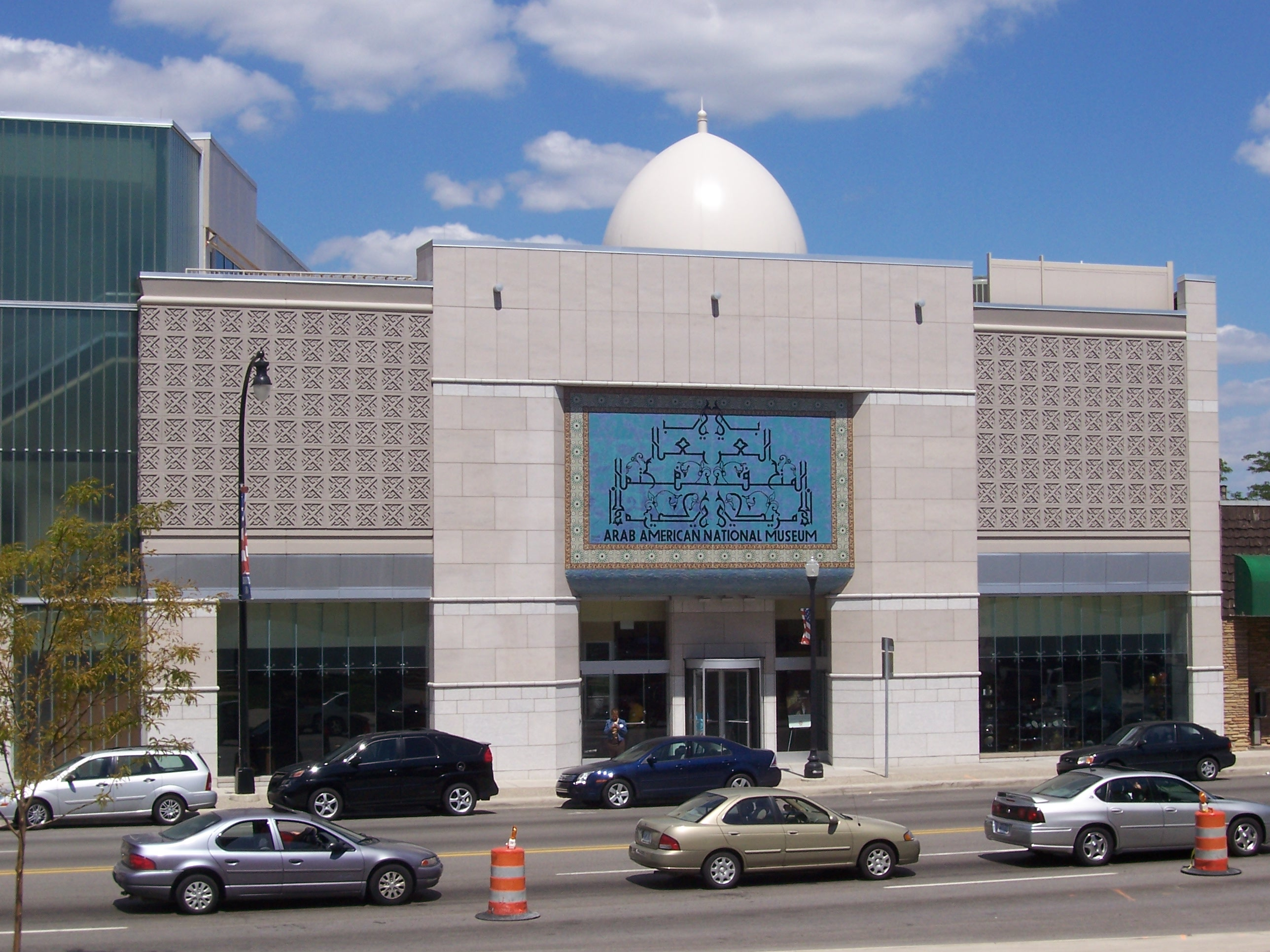
Arab American National Museum w Dearborn

Amerykanie pochodzenia arabskiego (ang. Arab Americans) – obywatele Stanów Zjednoczonych lub osoby o statusie rezydenta pochodzenia arabskiego z któregoś z 23 krajów arabskich.
Obecnie ich populacja liczy ok. 1 275 641 (0,42% ludności kraju). Większość z nich pochodzi z Libanu, Syrii, Palestyny i Jordanii; reszta z pozostałych krajów arabskich lub rodzin emigrantów. Są obecni w każdym stanie oraz stolicy Waszyngtonie.

## Zamieszkanie
Większość imigrantów arabskich, około 62%, pochodzi z regionu Lewant lub z obszaru Wielkiej Syrii. Pozostała grupa imigrantów pochodzi z Iraku i innych narodów arabskich. Według
Arab American Institut w Stanach Zjednoczonych zamieszkuje 3,5 mln obywateli pochodzenia arabskiego we wszystkich stanach z czego ponad 90% zamieszkuje aglomeracje miejskie. Według spisu z 2000 roku US Census 48% imigrantów arabskich (576 000) zamieszkuje Kalifornię, Michigan, Nowy Jork, Florydę i New Jersey. W tych pięciu stanach skupia się 31% populacji USA. W pięciu innych stanach – Illinois, Teksas, Ohio, Massachusetts i Pensylwania zamieszkuje w każdym ponad 40 tys. imigrantów.
Według statystyk z 2000 U.S. Census, największymi miejskimi skupiskami imigrantów arabskich jest Dearborn w południowo-zachodnim Detroit) – ok. 30%. Innymi miastami są Paterson i Clifton w New Jersey Brooklyn w Nowym Jorku Nowy Jork, Miami, Silicon Valley Los Angeles San Diego, Chicago Bridgeview, Houston Boston Jersey City, Cedar Rapids i Jacksonville.
| Narodowość    | 2000      | % Populacja |
| ------------- | --------- | ----------- |
| Irakijczycy   | 37 714    | 0,01%       |
| Libańczycy    | 440 279   | 0,2%        |
| Palestyńczycy | 72 112    | 0,02%       |
| Syryjczycy    | 142 897   | 0,05%       |
| Jemeńczycy    | 15 000    | 0,005%      |
| Pozostali     | 424 807   | 0,2%        |
| Razem         | 1 275 641 | 0,42%       |

## Religia
35% Amerykanów pochodzenia arabskiego to katolicy, 24% to wyznawcy islamu, zaś 18% stanowią wyznawcy prawosławni, 10% to protestanci i 13% to wyznawcy innej religii.

## Przynależność rasowa
Przez długi czas byli urzędowo zaliczani do rasy kaukaskiej (w amerykańskim, szerokim pojęciu), ale obecnie oficjalnym określeniem jest „biały” (white).

## Polityka
Społeczność Amerykanów pochodzenia arabskiego uchodzi za równomiernie podzieloną między obie główne partie (Partii Demokratycznej i Republikańskiej). Wielu z nich piastowało wysokie stanowiska z ramienia obu (lista poniżej).
Statystycznie większość w tej społeczności sprzeciwia się aborcji i popiera stosowanie kary śmierci. Z drugiej jednak strony popiera ograniczenia prawa do posiadania broni palnej i popiera bardziej liberalnych demokratów (pewnym czynnikiem jest niechęć do polityki zagranicznej administracji George’a W. Busha).
Ich sytuacja po wydarzeniach 11 września 2001 mocno się skomplikowała wobec wzrostu uprzedzeń i zbiorowej histerii po zamachach.

## Znani Amerykanie pochodzenia arabskiego

### Informatycy
- Steve Jobs – współzałożyciel, prezes i przewodniczący rady nadzorczej Apple Inc.

### Politycy
- James Abourezk (D) – senator z Dakoty Południowej 1979–1985, pierwszy senator pochodzenia arabskiego w Senacie; pochodzenie libańskie
- George J. Mitchell (D]) – senator z Maine 1980–1995, lider większości 1989–1995; pochodzenie libańskie
- John H. Sununu (R) – gubernator New Hampshire 1983–1989, szef sztabu Białego Domu u prezydenta George’a H.W. Busha 1989–1991; pochodzenie libańskie
- John E. Sununu (R) – senator z New Hampshire od 2003; pochodzenie libańskie
- Spencer Abraham (R) – senator z Michigan 1994-2001 i sekretarz energii 2001–2005; pochodzenie syryjskie
- Ralph Nader (Partia Zielonych) – kandydat na prezydenta w 1996, 2000 oraz 2004; pochodzenie libańskie
- Mitch Daniels (R) – dyrektor Biura Planowania i Budżetu 2001–2003 i gubernator Indiany do 2005; pochodzenie libańskie i syryjskie
- John Baldacci (D) – gubernator Maine od 2003; pochodzenie libańskie
- Darrell Issa (R) – kongresmen z Kalifornii; pochodzenie libańskie
- Donna Shalala (D) – sekretarz zdrowia 1993–2001; pochodzenie libańskie
- James Abdnor (R) – senator z Dakoty Południowej
- Ray LaHood (R) – kongresmen z Illinois
- Victor G. Atiyeh (R) – gubernator Oregonu
- James Naifeh (D) – spiker Izby Reprezentantów stanu Tennessee; pochodzenie libańskie

### Wojskowi
- Generał John Abizaid – naczelny dowódca Dowództwa Centralnego od 2003; pochodzenie libańskie

### Pisarze i dziennikarze
- Helen Thomas (pochodzenie libańskie)

## Publikacje
- The Arab Americans (The New Americans) High-school level look at Arab Americans